# Hardeknut de Danemark
Hardeknut, Harthacnut ou Hardegon de Danemark (vieux-norrois : Horða-Knútr) est un roi du Danemark vers 900, inconnu de la Gesta Danorum de Saxo Grammaticus. Il est présenté alternativement comme le fils d'un inconnu nommé « Sweyn », ou  selon le Dit des fils de Ragnarr et  l'Heimskringla, comme le fils  du semi mythique  Sigurd Œil de Serpent, lui-même fils du légendaire Ragnar Lodbrok.

## Prédécesseurs
Vers  890, selon  Adam de Brême qui retrace l'Histoire des archevêques de Hambourg,  un roi nommé  Helge  disparaît et le Danemark est conquis par des  Suédois commandés par  le roi  Olof le Suédois.  Ce dernier  et ses fils, Gyrd et Gnupa,  prennent le royaume  « par la force des armes »  et règnent  sur le  Danemark. 
Adam rapporte qu’ils sont suivis sur le trône par Sigtrygg qui est le fils de  Gnupa et d’une noble danoise  Asfrid, ce dernier est connu par la pierre runique élevée près de  Gottorp au Schleswig-Holstein  par sa mère après sa mort.

## Prise de pouvoir
Adam de Brême dit qu’après  Sygtrigg règne quelque temps à l’époque de l’Archevêque  Hoger de Brême (909-917),  Harthacnut   venu de  « Northmannia, le pays des  Northmen »,  par lequel il entend la Norvège, ou la Normandie, récemment colonisée par les Danois  qui dépose immédiatement le jeune roi  Sigtrygg,  règne sans opposition et transmet le trône à son fils Gorm le Vieux. 
Cependant le chroniqueur saxon  Widukind de Corvey  note la défaite et le baptême forcé du roi danois  Chnuba en 934 après une campagne du roi de Germanie Henri Ier de Germanie. Sur cette base Gnupa vaincu par Henri Ier l'Oiseleur aurait péri en guerroyant contre Gorm le Vieux et son fils Sigtrygg roi de Hedeby disparaît vers 943.

## Source
La mention historique la plus contemporaine sur  « Harthacnut de Danemark » est l’entrée dans l’œuvre d’Adam de Brême  Livre 1 chapitre 52.  Bien que Adam de Brême cite le roi  Sven Esdrissen  comme son informateur sur l’histoire de la Scandinavie il se peut qu’il s’agisse d’une erreur de sa part car son œuvre contient d’autres indications qui sont désormais rejetées par les historiens.
Notons cependant l’utilisation des noms de Sven  et d’ Hardeknut   dans la descendance directe de Gorm de Danemark.